# Carfin
Carfin är en ort i Storbritannien.   Den ligger i kommunen North Lanarkshire och riksdelen Skottland, i den centrala delen av landet, 500 km nordväst om huvudstaden London. Carfin ligger 116 meter över havet och antalet invånare är 980.
Terrängen runt Carfin är huvudsakligen platt, men åt sydväst är den kuperad. Runt Carfin är det tätbefolkat, med 369 invånare per kvadratkilometer. Närmaste större samhälle är Glasgow, 19,7 km väster om Carfin. Runt Carfin är det i huvudsak tätbebyggt.